# Holocephalus eridanus
Holocephalus eridanus là một loài bọ cánh cứng trong họ Bọ hung (Scarabaeidae).